# Tit Manli Torquat (cònsol 299 aC)
Tit Manli Torquat (en llatí Titus Manlius Torquatus) va ser un magistrat romà. Possiblement era fill de Tit Manli Imperiós Torquat. Formava part de la gens Mànlia i era de la família dels Manli Torquat.
Va ser elegit cònsol l'any 299 aC junt amb Marc Fulvi Petí i se li va encarregar dirigir la guerra contra els etruscs. Però just quan va entrar a Etrúria va patir una caiguda del seu cavall a causa de la qual va morir al cap de tres dies. El va succeir Marc Valeri Corvus.